# Södermanlands runinskrifter Fv1954;19
Södermanlands runinskrifter Fv1954;19 är ett vikingatida runstensfragment av rödbrun kalksten i Vrena kyrka, Vrena socken och Nyköpings kommun. Runstensfragmentet är 0,8 gånger 0,65 meter stort. Runhöjden är 5-8 centimeter. Stora delar av stenens yta är bortslaget så att runinskriften är borta. Stenen är möjligen en del av Sö 361.

## Inskriften
Translitterering av runraden:
... ... a × faþur sin × ... ...-(n)(t)a × sin × he(l)ha × ¶ krist × biþia ... ...--... h(i)m...
Normalisering till runsvenska:
... ..., faður sinn, ... [bo]nda sinn Hælga. Krist biðia ... ...
Översättning till nusvenska:
... sin fader, ... ... hennes make. Heliga Kristus ber ...